# Halgerda carlsoni
Espèce
Halgerda carlsoni est une espèce de nudibranche du genre Halgerda.

## Description
Cette espèce peut mesurer plus de 5 cm. 
Le corps est massif, trapu et il n'y a pas de jupe. Le corps est couvert de tubercules de diverses tailles dont le sommet est orange à rouge et la base cerclée de blanc. 
La couleur de fond du corps est blanc translucide avec une dense ponctuation de très petits points orange à rouges. Le bord du manteau est garni de petits tubercules identiques à la pointe orange à rouge sur une bande blanche aux contours irréguliers.
Les rhinophores et le bouquet branchial sont rétractiles et translucides avec des taches sombres et des points noirs.

## Habitat et répartition

### Distribution
Cette espèce se rencontre dans la zone tropicale ouest Pacifique, des côtes indonésiennes aux côtes philippines avec quelques observations de spécimens sur la côte orientale de l'Afrique. 

### Habitat
Son habitat est la zone récifale externe sur les sommets ou sur les pentes jusqu'à la zone des 20 m de profondeur.

## Écologie et comportement

### Alimentation
Halgerda carlsoni se nourrit principalement d'éponges.

### Éthologie
Cet Halgerda est benthique et diurne, se déplace à vue sans crainte d'être pris pour une proie de par la présence de glandes défensives réparties dans les tissus du corps.